# Tashkent Open 2001 - Qualificazioni singolare maschile
Le qualificazioni del singolare maschile del Tashkent Open 2001 sono state un torneo di tennis preliminare per accedere alla fase finale della manifestazione. I vincitori dell'ultimo turno sono entrati di diritto nel tabellone principale. In caso di ritiro di uno o più giocatori aventi diritto a questi sono subentrati i lucky loser, ossia i giocatori che hanno perso nell'ultimo turno ma che avevano una classifica più alta rispetto agli altri partecipanti che avevano comunque perso nel turno finale.
Le qualificazioni del torneo Tashkent Open 2001 prevedevano 32 partecipanti di cui 4 sono entrati nel tabellone principale.

## Teste di serie
1. George Bastl (ultimo turno)
2. Noam Behr (ultimo turno)
3. Noam Okun (Qualificato)
4. Paul Goldstein (primo turno)

1. Alexander Peya (primo turno)
2. Andy Ram (secondo turno)
3. Ivo Karlović (Qualificato)
4. Tuomas Ketola (Qualificato)

## Qualificati
1. Tuomas Ketola
2. Ivo Karlović

1. Noam Okun
2. Ján Krošlák

## Tabellone

### Legenda
| - Q = Qualificato - WC = Wild card - LL = Lucky loser | - ALT = Alternate - SE = Special Exempt - PR = Protected Ranking | - w/o = Walkover - r = Ritirato - d = Squalificato |

### Sezione 1
|  | Primo turno      | Primo turno       | Primo turno       | Primo turno | Primo turno |  |  | Secondo turno | Secondo turno   | Secondo turno   | Secondo turno | Secondo turno |   |   | Ultimo turno | Ultimo turno | Ultimo turno | Ultimo turno | Ultimo turno |  |
|  |                  |                   |                   |             |             |  |  |               |                 |                 |               |               |   |   |              |              |              |              |              |  |
|  | 1                | George Bastl      | George Bastl      | 6           | 6           |  |  |               |                 |                 |               |               |   |   |              |              |              |              |              |  |
|  |                  | Denis Kurmatov    | Denis Kurmatov    | 1           | 3           |  |  | 1             | George Bastl    | George Bastl    | 7             | 6             |   |   |              |              |              |              |              |  |
|  | Paul Hanley      | Paul Hanley       | Paul Hanley       | 6           | 6           |  |  |               | Paul Hanley     | Paul Hanley     | 6(1)          | 3             |   |   |              |              |              |              |              |  |
|  | Malte Commandeur | Malte Commandeur  | Malte Commandeur  | 1           | 2           |  |  |               |                 |                 |               |               |   |   | 1            | George Bastl | George Bastl | 4            | 5            |  |
|  | Rodolphe Cadart  | Rodolphe Cadart   | Rodolphe Cadart   | 6           | 6           |  |  |               |                 | 8               | Tuomas Ketola | Tuomas Ketola | 6 | 7 |              |              |              |              |              |  |
|  | Dennis Isaev     | Dennis Isaev      | Dennis Isaev      | 0           | 0           |  |  |               | Rodolphe Cadart | Rodolphe Cadart | 2             | 4             |   |   |              |              |              |              |              |  |
|  | 8                | Tuomas Ketola     | Tuomas Ketola     | 6           | 6           |  |  | 8             | Tuomas Ketola   | Tuomas Ketola   | 6             | 6             |   |   |              |              |              |              |              |  |
|  |                  | Alexander Maltsev | Alexander Maltsev | 1           | 0           |  |  |               |                 |                 |               |               |   |   |              |              |              |              |              |  |

### Sezione 2
|  | Primo turno    | Primo turno     | Primo turno     | Primo turno | Primo turno |  |  | Secondo turno | Secondo turno | Secondo turno | Secondo turno | Secondo turno |   |   | Ultimo turno | Ultimo turno | Ultimo turno | Ultimo turno | Ultimo turno |  |
|  |                |                 |                 |             |             |  |  |               |               |               |               |               |   |   |              |              |              |              |              |  |
|  | 2              | Noam Behr       | Noam Behr       | 6           | 6           |  |  |               |               |               |               |               |   |   |              |              |              |              |              |  |
|  |                | Denis Golovanov | Denis Golovanov | 3           | 3           |  |  | 2             | Noam Behr     | Noam Behr     | 6             | 6             |   |   |              |              |              |              |              |  |
|  | Anton Kokurin  | Anton Kokurin   | 6               | 3           | 6           |  |  |               | Anton Kokurin | Anton Kokurin | 0             | 2             |   |   |              |              |              |              |              |  |
|  | Sarvar Ikramov | Sarvar Ikramov  | 2               | 6           | 1           |  |  |               |               |               |               |               |   |   | 2            | Noam Behr    | Noam Behr    | 4            | 5            |  |
|  | Dmitri Mazur   | Dmitri Mazur    | Dmitri Mazur    | 7           | 6           |  |  |               |               | 7             | Ivo Karlović  | Ivo Karlović  | 6 | 7 |              |              |              |              |              |  |
|  | Lior Dahan     | Lior Dahan      | Lior Dahan      | 6           | 4           |  |  |               | Dmitri Mazur  | Dmitri Mazur  | 0             | 3             |   |   |              |              |              |              |              |  |
|  | 7              | Ivo Karlović    | Ivo Karlović    | 6           | 6           |  |  | 7             | Ivo Karlović  | Ivo Karlović  | 6             | 6             |   |   |              |              |              |              |              |  |
|  |                | Dmitrij Sitak   | Dmitrij Sitak   | 1           | 3           |  |  |               |               |               |               |               |   |   |              |              |              |              |              |  |

### Sezione 3
|  | Primo turno     | Primo turno           | Primo turno           | Primo turno | Primo turno |  |  | Secondo turno | Secondo turno   | Secondo turno | Secondo turno   | Secondo turno   |   |   | Ultimo turno | Ultimo turno | Ultimo turno | Ultimo turno | Ultimo turno |  |
|  |                 |                       |                       |             |             |  |  |               |                 |               |                 |                 |   |   |              |              |              |              |              |  |
|  | 3               | Noam Okun             | Noam Okun             | 6           | 6           |  |  |               |                 |               |                 |                 |   |   |              |              |              |              |              |  |
|  |                 | Thomas Shimada        | Thomas Shimada        | 2           | 4           |  |  | 3             | Noam Okun       | Noam Okun     | 6               | 6               |   |   |              |              |              |              |              |  |
|  | Jim Thomas      | Jim Thomas            | Jim Thomas            | 6           | 6           |  |  |               | Jim Thomas      | Jim Thomas    | 4               | 4               |   |   |              |              |              |              |              |  |
|  | Murad Inoyatov  | Murad Inoyatov        | Murad Inoyatov        | 2           | 2           |  |  |               |                 |               |                 |                 |   |   | 3            | Noam Okun    | Noam Okun    | 6            | 6            |  |
|  | Alexey Gavrilov | Alexey Gavrilov       | Alexey Gavrilov       | 6           | 6           |  |  |               |                 |               | Alexey Gavrilov | Alexey Gavrilov | 2 | 0 |              |              |              |              |              |  |
|  | Ivan Kokurin    | Ivan Kokurin          | Ivan Kokurin          | 0           | 0           |  |  |               | Alexey Gavrilov | 3             | 6               | 6               |   |   |              |              |              |              |              |  |
|  | 6               | Andy Ram              | Andy Ram              | 7           | 6           |  |  | 6             | Andy Ram        | 6             | 4               | 4               |   |   |              |              |              |              |              |  |
|  |                 | Abdul-Hamid Makhkamov | Abdul-Hamid Makhkamov | 5           | 2           |  |  |               |                 |               |                 |                 |   |   |              |              |              |              |              |  |

### Sezione 4
|  | Primo turno      | Primo turno      | Primo turno     | Primo turno | Primo turno |  |  | Secondo turno    | Secondo turno    | Secondo turno    | Secondo turno   | Secondo turno   |   |   | Ultimo turno | Ultimo turno | Ultimo turno | Ultimo turno | Ultimo turno |  |
|  |                  |                  |                 |             |             |  |  |                  |                  |                  |                 |                 |   |   |              |              |              |              |              |  |
|  |                  | Yaoki Ishii      | 2               | 6           | 6           |  |  |                  |                  |                  |                 |                 |   |   |              |              |              |              |              |  |
|  | 4                | Paul Goldstein   | 6               | 4           | 3           |  |  | Yaoki Ishii      | Yaoki Ishii      | 6                | 1               | 2               |   |   |              |              |              |              |              |  |
|  | Ján Krošlák      | Ján Krošlák      | Ján Krošlák     | 6           | 6           |  |  | Ján Krošlák      | Ján Krošlák      | 4                | 6               | 6               |   |   |              |              |              |              |              |  |
|  | Aleksej Kedrjuk  | Aleksej Kedrjuk  | Aleksej Kedrjuk | 3           | 4           |  |  |                  |                  |                  |                 |                 |   |   | Ján Krošlák  | Ján Krošlák  | Ján Krošlák  | 6            | 6            |  |
|  | Denis Salimsakov | Denis Salimsakov | 6               | 4           | 6           |  |  |                  |                  | Jonathan Erlich  | Jonathan Erlich | Jonathan Erlich | 2 | 2 |              |              |              |              |              |  |
|  | Farruch Dustov   | Farruch Dustov   | 2               | 6           | 4           |  |  | Denis Salimsakov | Denis Salimsakov | Denis Salimsakov | 1               | 1               |   |   |              |              |              |              |              |  |
|  |                  | Jonathan Erlich  | 3               | 6           | 6           |  |  | Jonathan Erlich  | Jonathan Erlich  | Jonathan Erlich  | 6               | 6               |   |   |              |              |              |              |              |  |
|  | 5                | Alexander Peya   | 6               | 4           | 4           |  |  |                  |                  |                  |                 |                 |   |   |              |              |              |              |              |  |